# THEE GREATEST HITS
『THEE GREATEST HITS』（ザ・グレイテスト・ヒッツ）は、THEE MICHELLE GUN ELEPHANTによる4枚目のベスト・アルバム。2009年12月16日発売。発売元はユニバーサルシグマ/A&M。

## 解説
「FOREVER MICHELLE -Final works of rockin' blues-」プロジェクトの一環で発売されるベストアルバム。日本コロムビア・ユニバーサル両方のレーベルを越えて、「VIBE ON!」、「Girl Friend」を除く全てのシングル曲が含まれた初のコンプリート・ベスト・アルバムとなる。TMGEでのCDリリースは2003年に発売されたライブ・アルバム『LAST HEAVEN'S BOOTLEG』以来6年ぶり。
また、本作は2009年7月22日に逝去したアベフトシの追悼盤とも位置づけられている。発売日である12月16日は、アベの誕生日である。
CDは全曲デジタルリマスターが施されている。リマスタリングはバーニー・グランドマンの前田康二による。
初回限定盤は2SHM-CD、DVD、100Pにわたる豪華写真集 "THEE STILL" がセットになって発売。DVDは過去TV出演時のパフォーマンスを集めたMusic Program Session DVDとなる。収録はされたもののオンエアされなかった初出の映像も含めて収録。

## 収録内容

### CD
| 全作詞・作曲: チバユウスケ、全編曲: THEE MICHELLE GUN ELEPHANT。 |                                                                                            |              |              |      |
| #                                                                | タイトル                                                                                   | 作詞         | 作曲・編曲   | 時間 |
| 1.                                                               | 「世界の終わり」(初出：1stシングル・アルバム『cult grass stars』)                          | チバユウスケ | チバユウスケ | 5:46 |
| 2.                                                               | 「strawberry garden」(初出：アルバム『cult grass stars』)                                  | チバユウスケ | チバユウスケ | 5:16 |
| 3.                                                               | 「ブラック・タンバリン」(初出：アルバム『cult grass stars』)                               | チバユウスケ | チバユウスケ | 2:52 |
| 4.                                                               | 「リリィ」(初出：3rdシングル、アルバム『High Time』)                                       | チバユウスケ | チバユウスケ | 4:14 |
| 5.                                                               | 「キャンディ・ハウス」(初出：2ndシングル、アルバム『High Time』)                           | チバユウスケ | チバユウスケ | 3:22 |
| 6.                                                               | 「シャンデリヤ」(初出：アルバム『High Time』)                                              | チバユウスケ | チバユウスケ | 4:40 |
| 7.                                                               | 「blue nylon shirts (from balcony)」(初出：「is this High Time?」(「High Time」アナログ盤) | チバユウスケ | チバユウスケ | 3:23 |
| 8.                                                               | 「ゲット・アップ・ルーシー」(初出：5thシングル、アルバム『RUMBLE』)                        | チバユウスケ | チバユウスケ | 4:48 |
| 9.                                                               | 「バードメン」(初出：6thシングル、アルバム『Chicken Zombies』)                             | チバユウスケ | チバユウスケ | 3:48 |
| 10.                                                              | 「カルチャー」(初出：4thシングル、アルバム『RUMBLE』)                                      | チバユウスケ | チバユウスケ | 3:24 |
| 11.                                                              | 「ハイ!チャイナ!」(初出：アルバム『Chicken Zombies』)                                      | チバユウスケ | チバユウスケ | 2:58 |
| 12.                                                              | 「アウト・ブルーズ」(初出：9thシングル、冒頭にカウントが追加されている。)                  | チバユウスケ | チバユウスケ | 4:17 |
| 13.                                                              | 「深く潜れ」(初出：5thシングル「ゲット・アップ・ルーシー」c/w)                             | チバユウスケ | チバユウスケ | 4:02 |
| 14.                                                              | 「ブギー」(初出：アルバム『Chicken Zombies』)                                              | チバユウスケ | チバユウスケ | 8:18 |
| 15.                                                              | 「キラー・ビーチ」(初出：アルバム『ギヤ・ブルーズ』)                                       | チバユウスケ | チバユウスケ | 5:12 |
| 16.                                                              | 「CISCO〜想い出のサンフランシスコ (She's gone)」(4thシングル「カルチャー」c/w)             | チバユウスケ | チバユウスケ | 2:08 |
| 17.                                                              | 「ジェニー」(初出：10thシングル「スモーキン・ビリー」c/w)                                  | チバユウスケ | チバユウスケ | 3:23 |
| 合計時間:                                                        | 合計時間:                                                                                  | 71:51        |              |      |

| 全作詞・作曲: チバユウスケ、全編曲: THEE MICHELLE GUN ELEPHANT。 |                                                                                                  |              |              |      |
| #                                                                | タイトル                                                                                         | 作詞         | 作曲・編曲   | 時間 |
| 1.                                                               | 「スモーキン・ビリー」(初出：10thシングル、アルバム『ギヤ・ブルーズ』)                           | チバユウスケ | チバユウスケ | 3:25 |
| 2.                                                               | 「G.W.D」(初出：8thシングル、アルバム『ギヤ・ブルーズ』)                                         | チバユウスケ | チバユウスケ | 3:52 |
| 3.                                                               | 「GT400」(初出：11thシングル、アルバム『カサノバ・スネイク』)                                    | チバユウスケ | チバユウスケ | 4:16 |
| 4.                                                               | 「リボルバー・ジャンキーズ」(初出：アルバム『カサノバ・スネイク』)                               | チバユウスケ | チバユウスケ | 4:25 |
| 5.                                                               | 「ベイビー・スターダスト」(初出：12thシングル、アルバム『ロデオ・タンデム・ビート・スペクター』) | チバユウスケ | チバユウスケ | 3:14 |
| 6.                                                               | 「武蔵野エレジー」(初出：12thシングル「ベイビー・スターダスト」c/w)                              | チバユウスケ | チバユウスケ | 4:52 |
| 7.                                                               | 「暴かれた世界」(初出：13thシングル、アルバム『ロデオ・タンデム・ビート・スペクター』)           | チバユウスケ | チバユウスケ | 3:44 |
| 8.                                                               | 「赤毛のケリー」(初出：アルバム『ロデオ・タンデム・ビート・スペクター』)                         | チバユウスケ | チバユウスケ | 5:29 |
| 9.                                                               | 「ドロップ」(初出：アルバム『カサノバ・スネイク』)                                               | チバユウスケ | チバユウスケ | 6:30 |
| 10.                                                              | 「サンダーバード・ヒルズ」(初出：アルバム『SABRINA HEAVEN』)                                     | チバユウスケ | チバユウスケ | 8:31 |
| 11.                                                              | 「太陽をつかんでしまった」(初出：14thシングル、アルバム『SABRINA HEAVEN』)                       | チバユウスケ | チバユウスケ | 8:23 |
| 12.                                                              | 「ジプシー・サンディー」(初出：アルバム『SABRINA HEAVEN』)                                       | チバユウスケ | チバユウスケ | 5:03 |
| 13.                                                              | 「デッドマンズ・ギャラクシー・デイズ」(初出：ミニアルバム『SABRINA NO HEAVEN』)                  | チバユウスケ | チバユウスケ | 3:53 |
| 14.                                                              | 「ダニー・ゴー」(初出：アルバム『ギヤ・ブルーズ』/ アナログ盤収録のバージョンで収録。)           | チバユウスケ | チバユウスケ | 6:35 |
| 15.                                                              | 「エレクトリック・サーカス」(初出：16thシングル、アルバム初収録。)                               | チバユウスケ | チバユウスケ | 4:58 |
| 合計時間:                                                        | 合計時間:                                                                                        | 77:10        |              |      |

### DVD
| #   | タイトル | 作詞 | 作曲・編曲 |
| --- | --- | ---- | ---------- |
| 1.  | 「世界の終わり」(FUJI TELEVISION / TK MUSIC CLAMP / 96.3.13 O.A.)                                                                                               |      |            |
| 2.  | 「キャンディ・ハウス」(NHK / POP JAM / 96.9.28 O.A.) |      |            |
| 3.  | 「リリィ」(NHK / POP JAM / 97.2.8 O.A.) |      |            |
| 4.  | 「カルチャー」(FUJI TELEVISION / TK MUSIC CLAMP / 97.5.7 O.A.)                                                                                                  |      |            |
| 5.  | 「バードメン」(NHK / POP JAM / 97.10.25 O.A.) |      |            |
| 6.  | 「バードメン」(TBS / POP FILE / 97.10.31 O.A.) |      |            |
| 7.  | 「バードメン」(FUJI TELEVISION / HEY!HEY!HEY! MUSIC CHAMP / 98.1.26O.A. / 97.12.14 REC)                                                                         |      |            |
| 8.  | 「ハイ!チャイナ!」(FUJI TELEVISION / HEY!HEY!HEY! MUSIC CHAMP / 97.12.14 REC / :収録はされたもののオンエアされていなかった（イントロ部分のみ放映）/ 初映像化。) |      |            |
| 9.  | 「ロシアン・ハスキー」(FUJI TELEVISION / HEY!HEY!HEY! MUSIC CHAMP / 97.12.14 REC / :初映像化。)                                                                 |      |            |
| 10. | 「GT400」(FUJI TELEVISION / HEY!HEY!HEY! MUSIC CHAMP/00.2.14 O.A. / 00.2.6 REC)                                                                                 |      |            |
| 11. | 「ヤング・ジャガー」(FUJI TELEVISION / HEY! HEY!HEY! MUSIC CHAMP / 00.2.6 REC / :初映像化。)                                                                    |      |            |
| 12. | 「スモーキン・ビリー」(FUJI TELEVISION / HEY!HEY!HEY! MUSIC CHAMP / 00.2.6 REC / :初映像化。)                                                                   |      |            |
| 13. | 「デッドマンズ・ギャラクシー・デイズ」(NHK / TOP RUNNER / 03.9.5 O.A.)                                                                                          |      |            |
| 14. | 「ブラック・ラブ・ホール」(NHK / TOP RUNNER / 03.9.5 O.A.) |      |            |
| 15. | 「リボルバー・ジャンキーズ」(NHK / TOP RUNNER / 03.9.5 O.A.) |      |            |
| 16. | 「世界の終わり」(中京テレビ / TVじゃん!! / 96.4.11 O.A.) |      |            |